# ديانا إسترادا
ديانا إسترادا (16 أبريل 1986 في المكسيك - ) (بالإسبانية: Diana Estrada)‏ هي لاعبة كرة طائرة من المكسيك.

## وصلات خارجية
- ديانا إسترادا على موقع الاتحاد الدولي beach volleyball database (الإنجليزية)
- ديانا إسترادا على موقع قاعدة بيانات الكرة الطائرة الشاطئية (الإنجليزية)